# ۳۶۶ (قمری)
۳۶۶ (قمری)، سیصد و شصت و ششمین سال در گاهشماری هجری قمری است. اول محرم این سال برابر با چهارم سپتامبر سال ۹۷۶ میلادی است.

## رویدادها
- ۲۷ شعبان - برکناری بوری‌تگین از حکومت غزنه توسط سربازان ترک و جانشینی سبکتگین

## درگذشتگان
- بیستون پسر وشمگیر از فرمانروایان زیاری